# あのね Love me Do
「あのね Love me Do」（あのね ラブ ミー ドゥ）は、田村ゆかりの25枚目のシングル。2014年12月24日にキングレコードから発売された。

## 概要
前作「秘密の扉から会いにきて」から約10ヶ月ぶりのシングルリリースとなる。

## 収録曲
1. あのね Love me Do
作詞：松井五郎、作曲・編曲：板垣祐介
文化放送「田村ゆかりのいたずら黒うさぎ」OPテーマ
2. エキセントリック・ラヴァー
作詞：tzk・長沼良、作曲：長沼良、編曲：高橋浩一郎
3. まだ好きでいさせて
作詞：松井五郎、作曲・編曲：佐々木裕
4. you
作詞・作曲：森本チカラ、編曲：横山裕章